# Karin Roth (Sängerin)

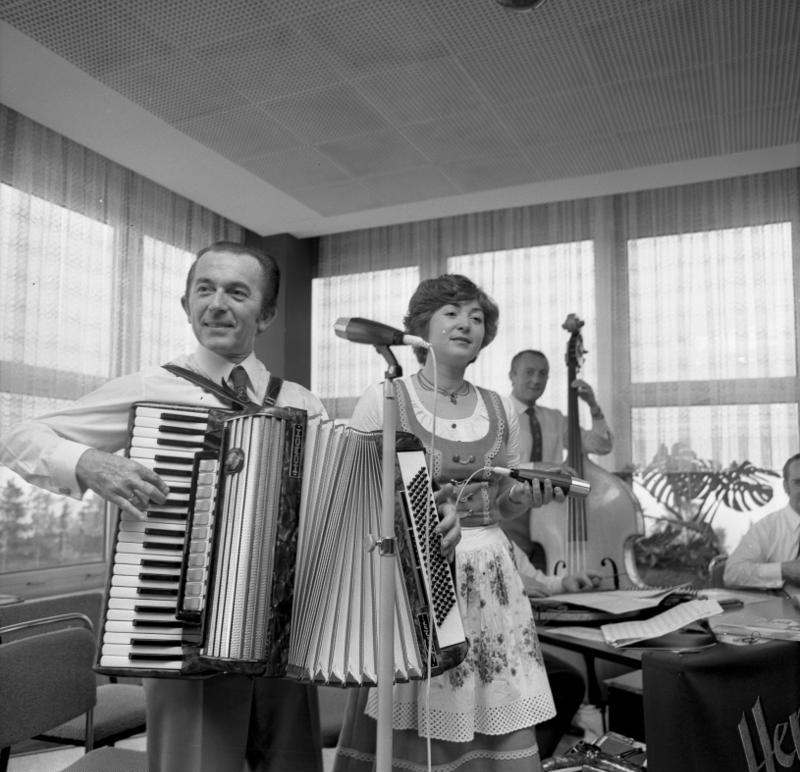
Karin Roth mit Vater Herbert, 1981

Karin Roth (* 6. Januar 1951) ist eine Thüringer Sängerin und Interpretin volkstümlicher Musik.

## Leben
Karin Roth, die durch ihren Vater, den Komponisten und Interpreten volkstümlicher Musik Herbert Roth, schon früh in ihrem Elternhaus mit Hausmusik  in Berührung kam, erhielt ab 1959 fünf Jahre  Akkordeonunterricht.
Nach der Schulausbildung erlernte sie wie ihr Vater das Friseurhandwerk. Am Meininger Theater erhielt sie ab 1975 Gesangsunterricht. Mit bestandener Prüfung und dem Berufsausweis für Unterhaltungskünstler der DDR war sie als freischaffende Sängerin tätig.
Von 1980 bis 1983 war Karin Roth Mitglied der Instrumentalgruppe Herbert Roth und dessen Gesangspartnerin bei Live- und TV-Auftritten. Mit ihrem Ensemble Suhler Bergmusikanten war sie von 1984 bis 1994 auf Tour, trat dann bis 2000 mit Soloprogramm und Gesangspartner auf und ist seit 2000 vorwiegend wieder solistisch unterwegs. 2006 erschien ihr erstes Buch, im Juli 2010 feierte sie ihr 30-jähriges Bühnenjubiläum.
Karin Roth hat es sich zur Aufgabe gemacht, das musikalische Erbe ihres Vaters zu bewahren und zu pflegen. Ihr Repertoire umfasst neben den traditionellen Liedern ihres Vaters auch zahlreiche neue musikalisch und textlich anspruchsvolle Titel im aktuellen Schlagersound.
Sie ist im Freundeskreis Herbert Roth aktiv und engagiert sich gemeinsam mit anderen Suhler Bürgern für den Tierpark der Stadt.

## Diskografie
- 1998: Zwischen Rennsteig und Rhön
- 1998: Singender, klingender Thüringer Wald
- 1999: So klingt’s bei uns zu Haus!
- 2000: Weihnachten wie’s immer war
- 2000: Wandern macht Freunde
- 2000: Lass uns mit den Schwalben ziehn
- 2003: Tausend Brücken
- 2004: Es ist Winter
- 2005: Rennsteiglied in der Neuauflage mit dem Quartett Die Schäfer
- 2006: Meine schönsten Lieder
- 2010: Erdmännchensong (Maxi-CD mit Karin Roth und den Original Rennsteigspatzen)